# اسلامية (مقاطعة إقليد)
اسلامية (بالفارسية: اسلامیه) هي قرية تقع في Sedeh District في إيران. يقدر عدد سكانها بـ 4,187 نسمة .